# Joseph Werth
Joseph Werth (Karaganda, 4 ottobre 1952) è un vescovo cattolico kazako, dall'11 febbraio 2002 vescovo della Trasfigurazione a Novosibirsk e dal 20 dicembre 2004 ordinario per i fedeli di rito bizantino della Russia.

## Biografia
Joseph Werth è nato a Karaganda il 4 ottobre 1952 ed è il secondo degli undici figli nati da Johannes Werth (nato a Schoenchen il 1º ottobre 1923 e deceduto a Ilbenstadt, vicino a Francoforte, il 18 novembre 1995) e Maria Hoerner Werth (nata vicino a Odessa il 23 dicembre 1931).
Il suo nonno paterno era Joseph Werth e nacque a Schoenchen, nell'allora Impero russo, nel 1871. Nel 1929 fu deportato con altri kulaki in Kazakistan con la moglie e i figli. Morì nel 1951. La nonna paterna del vescovo era Paulina Demund (nata a Schoenchen nel 1881 e morta nel 1933). Il nonno materno del vescovo era Dominic Hoerner (nato vicino a Odessa, Ucraina). Anch'egli nel 1931 fu deportato in Kazakistan con la sua famiglia. Joseph e Paulina Werth (e il loro figlio Johannes) facevano parte di un gruppo di 30 000 persone di etnia tedesca riunite durante la collettivizzazione e scaricati nel mezzo della steppa del Kazakistan nel pieno inverno del 1929.
Coloro che sopravvissero lo fecero scavando buche nella terra. Quando arrivò il carico successivo, 12 000 persone erano morte. Questa zona è oggi la città di Karaganda.

### Formazione e ministero sacerdotale
Dal 1972 al 1974 ha prestato servizio nelle Forze di difesa aerea dell'Armata Sovietica.
Il 15 agosto 1975 è entrato nel noviziato clandestino della Compagnia di Gesù in Lituania e due anni dopo ha emesso la professione solenne. Nel 1979 è entrato nel seminario teologico di Kaunas.
Il 27 maggio 1984 è stato ordinato presbitero nella cattedrale dei Santi Pietro e Paolo a Kaunas. È stata la prima persona proveniente dalla parte orientale dell'Unione Sovietica ad essere stata ordinata dagli anni trenta. Ha prestato servizio per un anno in Lituania. Dal 1984 al 1988 ha svolto il suo ministero ad Aktjubinsk, in Kazakistan. Secondo quanto riferito, ha avuto così tanto successo nel suo servizio che i funzionari comunisti locali lo hanno espulso dalla città. Nel 1988 si è trasferito a Marks, nell'oblast' di Saratov, dove due sue sorelle (entrambe suore del Santissimo Sacramento) avevano organizzato una trentina di congregazioni cattoliche tra le migliaia di persone di etnia tedesca che, dopo la morte di Stalin, erano tornate nell'area dell'ex Repubblica Socialista Sovietica Autonoma Tedesca del Volga.

### Ministero episcopale
Il 13 aprile 1991 papa Giovanni Paolo II lo ha nominato amministratore apostolico di Novosibirsk e vescovo titolare di Bulna. Ha ricevuto l'ordinazione episcopale il 16 giugno successivo dall'arcivescovo Francesco Colasuonno, delegato apostolico nella Federazione Russa, co-consacranti l'amministratore apostolico di Mosca Tadeusz Kondrusiewicz e il vescovo ausiliare di Vilnius Juozas Tunaitis.
L'amministrazione comprendeva 11 960 000 km² di territorio (il 10,3% delle terre emerse) e si estendeva attraverso nove dei ventiquattro fusi orari del mondo. Inizialmente aveva a disposizione solo due sacerdoti di origine ucraina che lo aiutavano a servire i circa 500 000 cattolici. Da allora ha riunito oltre 100 sacerdoti, suore e missionari laici provenienti da 18 paesi diversi, principalmente da Polonia, Germania e Slovacchia, ma anche da Nicaragua, Libano, India, Argentina, Corea del Sud e altri paesi. Almeno quattordici vengono dagli Stati Uniti d'America.
Il 18 maggio 1999 l'amministrazione apostolica di Novosibirsk cedette una porzione del suo territorio a vantaggio dell'erezione dell'amministrazione apostolica della Siberia Orientale (oggi diocesi di San Giuseppe a Irkutsk) e contestualmente assunse il nome di amministrazione apostolica della Siberia Occidentale. L'11 febbraio 2002 lo stesso pontefice ha elevato l'amministrazione apostolica a diocesi e lo ha nominato suo primo vescovo.
La sede della sua diocesi è a Novosibirsk, la capitale della Siberia, dove sorge la cattedrale della Trasfigurazione. Monsignor Werth ha inviato i suoi sacerdoti nelle più grandi città della Siberia, nonché in molte località con considerevoli popolazioni cattoliche.
Il 20 dicembre 2004 papa Giovanni Paolo II lo ha nominato anche ordinario per i fedeli di rito bizantino della Russia.
Nel gennaio del 2009 e nel gennaio del 2018 ha compiuto la visita ad limina.
Il 19 febbraio 2014 papa Francesco lo ha nominato membro della Congregazione per le Chiese orientali.
Dal 17 marzo 2017 è vicepresidente della Conferenza dei vescovi cattolici della Federazione Russa. Dal febbraio del 2005 al 19 gennaio 2011 è stato presidente della stessa.
Parla correntemente russo, tedesco e lituano.

## Genealogia episcopale e successione apostolica
La genealogia episcopale è:
- Cardinale Scipione Rebiba
- Cardinale Giulio Antonio Santori
- Cardinale Girolamo Bernerio, O.P.
- Arcivescovo Galeazzo Sanvitale
- Cardinale Ludovico Ludovisi
- Cardinale Luigi Caetani
- Cardinale Ulderico Carpegna
- Cardinale Paluzzo Paluzzi Altieri degli Albertoni
- Papa Benedetto XIII
- Papa Benedetto XIV
- Papa Clemente XIII
- Cardinale Marcantonio Colonna
- Cardinale Giacinto Sigismondo Gerdil, B.
- Cardinale Giulio Maria della Somaglia
- Cardinale Carlo Odescalchi, S.I.
- Cardinale Costantino Patrizi Naro
- Cardinale Lucido Maria Parocchi
- Papa Pio X
- Papa Benedetto XV
- Papa Pio XII
- Cardinale Carlo Confalonieri
- Cardinale Corrado Ursi
- Cardinale Francesco Colasuonno
- Vescovo Joseph Werth, S.I.

La successione apostolica è:
- Vescovo Stephan Lipke, S.I. (2025)